# Dalmau Costa i Vilanova
Dalmau Costa i Vilanova (El Port de la Selva, 28 de juliol de 1902 - Ciutat de Mèxic, 16 de març de 1974) fou un periodista, tècnic de protocol, empresari, mecenes i gastrònom considerat un dels renovadors de la restauració mexicana durant els anys que va viure exiliat a Mèxic. Militant d'Esquerra Republicana de Catalunya (ERC), fou el primer cap de cerimonial del Parlament de Catalunya i de la Generalitat de Catalunya durant la Guerra Civil.
Per bé que durant el període de la Segona República espanyola és un destacat funcionari de la Generalitat de Catalunya, proper a Josep Tarradellas, la seva figura adquireix una autèntica projecció internacional a partir de l'any 1944. En aquesta data obre el restaurant Ambassadeurs al cor de Ciutat de Mèxic, un local que en pocs anys esdevindrà un dels centres de peregrinació gastronòmica de les elits americanes i europees.

## Biografia
Dalmau Costa va néixer a El Port de la Selva l'any 1902, fill de Salvador Costa i Abras i Remei Vilanova i Bosch. El matrimoni va tenir quatre fills més: Teresa, Maria, Consol i Antoni.
Va iniciar la seva carrera professional com a cambrer a l'hotel dels seus progenitors, establiment familiar que tenia els seus orígens en una antiga fonda oberta pels seus avis l'any 1869 al carrer del Mar d'El Port de la Selva. Els pares de Dalmau Costa van ampliar el negoci, li van posar el nom d'Hotel Comerç i l'any 1918 el van traslladar a l'edifici del Pòsit dels pescadors mitjançant un contracte d'arrendament de llarga durada. Segons una crònica de l'escultor i col·leccionista Frederic Marés, "con este nombre se pensó, seguramente, adaptarlo a la realidad del medio ambiente en que la población vivía, sumergida en el comercio de pescado, aceite y vino, la industria de la salazón y de los caldos, cuya exportación a Francia e Italia, constituía la auténtica riqueza del país".
De jove, Costa va ingressar al Seminari de Girona, on hi va estudiar cinc anys. Durant aquest temps va adquirir una sòlida formació clàssica que el va acompanyar tota la vida; la manca de vocació, però, el va fer abandonar el camí del sacerdoci i va començar a treballar amb uns parents de Portbou que es dedicaven al negoci duaner. L'advocat Ot Duran d'Ocón, procurador general del Tribunal de Cassació de Catalunya en temps de la República i amic personal, explica que des d'aquella posició Dalmau Costa va aprofitar l'avinentesa per posar en comunicació en Francesc Macià, exiliat a França des de 1923, amb els seus familiars i un grup de partidaris. El mateix afirmava l'influent polític de Figueres, Jaume Miravitlles: "La meva vida política activa comença l'any 1924, quan, a Barcelona, d'estudiant, sóc detingut a El Dorado, en el moment de repartir un manifest en què Macià, des de Perpinyà, exiliat de fa uns mesos, protesta de la detenció de Carrasco-Formiguera. Aquell vibrant manifest, arribà a mi a través d'una cadena humana feta per Macià, des de Perpinyà, Dalmau Costa, que passà els manifestos a Port Bou, i de Martí Vilanova, que me'ls donà a Figueres". Segons altres fonts, el seu grau d'implicació en la lluita en contra de la dictadura de Primo de Rivera i per la llibertat de Catalunya dugueren a Dalmau Costa a exiliar-se a París ja des de l'any 1923.
El 1931 va treballar com a reporter del diari L'Opinió, publicació pròxima a l'Esquerra Republicana de Catalunya. També va actuar com a cap de cerimonial del Parlament de Catalunya, amb unes grans dots de diplomàtic. El 1939, després de traslladar-se a França, inicia l'exili cap a Mèxic. Va partir el 3 de novembre de 1939 des de Burdeus, Gironda, oficialment com a comerciant, i va arribar a la ciutat mexicana de Nuevo Laredo, a l'Estat de Tamaulipas el 22 d'aquell mateix mes. A Mèxic es va dedicar a la indústria gastronòmica, muntant una sèrie de restaurants, primerament Ambassadeurs, després la Cava i, més tard El Lago. A través d'aquesta activitat professional es va acreditar com a expert home de l'ofici, situant-se, segons les cròniques, en un dels primers llocs en l'art de la gastronomia i el bon menjar. Així, durant més de vint-i-cinc anys va acollir il·lustres i destacats hostes, des de Nixon fins a De Gaulle, que el va felicitar cordialment conquerit per l'extraordinària qualitat de la seva taula.
Per altra banda, pel que fa al seu compromís personal amb la cultura catalana, fidel al seu ideari de llibertat, Dalmau Costa va arribar a situar-se en posició que li permetia ajudar tot el que es realitzava en l'ordre de la cultura catalana, va patrocinar i va impulsar tota mena d'iniciatives encaminades a fomentar activitats de caràcter social i cultural. L'Orfeó Català, les revistes catalanes, els Jocs Florals de la llengua catalana van comptar sempre amb el seu compromís i la seva ajuda.
En l'àmbit personal Dalmau Costa va estar casat amb l'actriu de teatre Emma Alonso, amb qui va tenir dos fills, Gloria i Dalmau.